# Club de Fútbol Cafetaleros de Chiapas
Il Club de Fútbol Cafetaleros de Chiapas, precedentemente noto come Cafetaleros de Tapachula, è una società calcistica messicana di Tuxtla Gutiérrez. Milita in Ascenso MX, la seconda divisione del calcio messicano.

## Storia
Il club fu fondato il 25 maggio 2015 con il nome Cafetaleros de Tapachula dopo il trasferimento dell'Est. Altamira nella città di Tapachula per via di problemi finanziari con la precedente società da parte del presidente Enrique de Hita Yibale. Il 7 giugno seguente venne ufficializzata la sua annessione alla Liga de Ascenso. Il club deve il proprio nome ai coltivatori di caffè molto diffusi dello stato di Chiapas e come colori sociali vennero scelti il verde ed il nero.
Alla sua prima stagione si classificò settimo, ultimo posto valido per la qualificazione nella Liguilla, dove fu tuttavia estromesso ai quarti di finale per mano del Juárez. La stagione seguente chiuse al terzo posto il tabellone generale venendo eliminato nuovamente ai quarti di finale dei playoff, questa volta per mano dei Mineros de Zacatecas.
Seguirono tre campionati poco convincenti dove si classificò 16º, 12º e 10º mancando la qualificazione al torneo finale, traguardo raggiunto invece in occasione del torneo di Clausura 2018, grazie all'ottavo posto corrispondente all'ultimo slot disponibile. Nella Liguilla eliminò sorprendentemente ai quarti di finale il favorito Mineros de Zacatecas, classificatosi primo nella stagione regolare, grazie alla regola dei gol in trasferta nel doppio confronto, mentre in semifinale sconfisse i Dorados vincendo entrambi i match. In finale incontro l'Leones Negros UdeG: grazie alla vittoria per 1-0 nell'andata ed al pareggio per 2-2 nel ritorno il club neroverde vinse il primo titolo della propria storia.
Il mese seguente si laureò campione della Liga de Ascenso 2017-2018 sconfiggendo il club vincitore del torneo di Apertura 2017, l'Oaxaca, grazie al punteggio di 6-3 nel doppio scontro. Tuttavia nessuno dei due club poteva soddisfare i requisiti minimi per la promozione in Primera División, perciò i Cafetaleros ottennero solamente un premio economico.
Dopo due campionati dove si classificarono al 12º ed al 13º posto, il 28 maggio 2019 i Cafetaleros si trasferirono a Tuxtla Gutiérrez in modo da andare incontro alle richieste necessarie per un'eventuale promozione nella massima divisione messicana. Il nome del club venne modificato in Cafetaleros de Chiapas ed i colori sociali divennero oro e nero.

## Palmarès

### Competizioni nazionali
- Ascenso MX: 1

2018 (Clausura)
- Campeón de Ascenso: 1

2017-2018